# Amar-Szín
Amar-Szín (sumer 𒀫𒀭𒂗𒋜 amar-den.su4, vagy Amar-Szuen, akkádul Búr-Szín, „Szín isten fia”) a III. uri dinasztia harmadik uralkodója (középső kronológia: i. e. 2046 – i. e. 2038) volt, apját, Sulgit követte a trónon. Utóda testvére, Su-Szín volt. Folytatta elődei építkezéseit, ő építtette az uri szentélykörzetben, az Égissirgalban a giparut, ami Ningal temploma és az entu-papnő – testvére, Ennirzianna – székhelye volt egyben.